# Cicindela pimeriana
Cicindela pimeriana este o specie de insecte coleoptere descrisă de Leconte în anul 1866. Cicindela pimeriana face parte din genul Cicindela, familia Carabidae. Această specie nu are alte subspecii cunoscute.